# Chaganwula
Chaganwula (kinesiska: 查干乌拉, 查干乌拉苏木) är en socken i Kina. Den ligger i den autonoma regionen Inre Mongoliet, i den norra delen av landet, omkring 340 kilometer nordost om regionhuvudstaden Hohhot.
Genomsnittlig årsnederbörd är 628 millimeter. Den regnigaste månaden är juli, med i genomsnitt 117 mm nederbörd, och den torraste är januari, med 4 mm nederbörd.